# Ramón Luis Valcárcel
Ramón Luis Valcárcel Siso (Murcia, 16 de noviembre de 1954) es un político español.
Ha sido presidente de la comunidad autónoma de la Región de Murcia desde 1995 a 2014, presidente del Comité de las Regiones de la Unión Europea desde 2012 a 2014 y vicepresidente del Parlamento Europeo, en el que fue diputado por España, formando parte del Partido Popular, entre 2014 y 2019.

## Biografía
Casado y con tres hijos, es licenciado en Filosofía y Letras por la Universidad de Murcia. Ejerció como profesor de Historia del Arte en el desaparecido colegio Ruiz Mendoza de Murcia y como investigador en aspectos relacionados con esta materia y con las costumbres y tradiciones populares de Murcia. Asimismo, fue colaborador sobre temas histórico-artísticos en diversas publicaciones y medios de comunicación.

## Trayectoria política entre 1982 y 1995
Inicia su trayectoria política en 1982, año en que ingresa en Alianza Popular (actualmente Partido Popular), partido en el que poco después asume la responsabilidad de la organización territorial de la Junta Local del municipio de Murcia.
En octubre de 1983 pasa a formar parte del Comité Ejecutivo Regional del PP, como responsable del Área Territorial de la Región de Murcia. Cuatro años más tarde, en 1987, es nombrado vicepresidente regional del Partido Popular.
En las Elecciones Municipales de ese mismo año es elegido concejal del Ayuntamiento de Murcia, desempeñando la función de presidente y portavoz del Grupo Municipal del Partido Popular.
En 1991, como cabeza de lista del Partido Popular, gana las Elecciones Municipales al Ayuntamiento de Murcia, si bien un pacto entre los grupos socialista y de Izquierda Unida impide que acceda a la Alcaldía.
En noviembre de ese mismo año, 1991, es elegido presidente del Partido Popular de la Región de Murcia, cargo que ha renovado en sucesivos congresos.

## Trayectoria política entre 1995 y 2014

### Presidente de la Región de Murcia
En mayo de 1995, el Partido Popular consigue dar un vuelco al panorama político de la Región de Murcia, hasta entonces gobernada por el Partido Socialista, y Ramón Luis Valcárcel es investido como presidente de la comunidad autónoma con el respaldo de la mayoría absoluta de la Asamblea Regional.
En 1999, 2003, 2007 y 2011 revalidó dichas mayorías, siendo la candidatura encabezada por Ramón Luis Valcárcel la más votada de cuantas concurrieron a las Elecciones Autonómicas de 2011 en el conjunto de las comunidades autónomas de España, con el 58,8% de los votos. Obtiene 33 escaños de un total de 45 en la Asamblea Regional de Murcia. Idénticos resultados se dan en las elecciones municipales o en los procesos de ámbito superior en la Región de Murcia. Lejos de sufrir un desgaste, el Partido Popular de la Región de Murcia siguió incrementando su apoyo popular elección tras elección, hasta llegar a ganar en todos los municipios de la Región de Murcia en las Elecciones Autonómicas y en las Elecciones Generales celebradas en 2011.
El 3 de abril de 2014, Ramón Luis Valcárcel anunció su dimisión como presidente de la Región de Murcia para formar parte de la candidatura del Partido Popular en las Elecciones Europeas, en las que resultó elegido diputado. El 10 de abril fue relevado en el cargo por Alberto Garre.

### Comité de las Regiones de Europa (CDR)
Conforme al acuerdo existente entre el Partido Popular Europeo y el Partido Socialista Europeo, la presidencia del Comité de las Regiones de la Unión Europea, que se elige para un período de cinco años, se reparte en dos mandatos que alternan políticos de una y otra formación. El 10 de febrero de 2010 Ramón Luis Valcárcel fue elegido para la Presidencia del CDR, cargo al que accedió en el verano de 2012. Hasta ese momento ejerció la vicepresidencia primera del Comité de las Regiones. Una vez elegido Eurodiputado en 2014, presentó su dimisión al frente del Comité, al ser ambos cargos incompatibles.
En anteriores períodos, Valcárcel fue miembro de las comisiones de Asuntos Institucionales y Educación y Formación (1995-1998), Desarrollo Regional (1998-2002), vicepresidente de la Comisión de Transportes (1998-1999), representante de la delegación española en la Comisión de Reglamento Interno (1998-1999), vicepresidente de la comisión de Política Regional (1999-2002), vicepresidente de la comisión de Relaciones Exteriores (2002-2003), presidente de la Comisión de Relaciones Exteriores (2004-2006), miembro de la Comisión de Cohesión Territorial, COTER (2002-2010), miembro de la Comisión de Desarrollo Sostenible, DEVE (2006-2010), miembro de la Asamblea Euromediterránea Local y Regional, ARLEM (2006-2010) y vicepresidente del Grupo del Partido Popular Europeo del CDR desde septiembre de 2001.
En 2003 formó parte de la Delegación del CDR en la Convención Europea que encargó de la elaboración del Tratado Constitucional para la Unión Europea.

### Conferencia de Regiones Periféricas y Marítimas de Europa (CRPM)
Desde septiembre de 2002 es Vicepresidente del Buró Político de la CRPM. Entre 1999 y 2001 presidió la Comisión Intermediterránea.

## Trayectoria política desde 2014

### Parlamento Europeo
En las Elecciones Europeas del 25 de mayo de 2014, Ramón Luis Valcárcel fue elegido diputado por España en la candidatura del Partido Popular. El 1 de julio, fue nombrado vicepresidente de la Eurocámara, siendo el único español en dicho cargo.

## A su retirada de la política
En 2023 se dio de baja del Partido Popular para que no le incoaran un expediente disciplinario debido a que se le abrió juicio oral por los delitos de prevaricación y malversación por las supuestas irregularidades en la construcción y gestión de una desaladora en Cartagena con enormes sobrecostes cuando fue presidente de la comunidad autónoma de la Región de Murcia.